# Souto de Torres
Souto de Torres (llamada oficialmente San Tomé de Souto de Torres) es una parroquia y una aldea española del municipio de Castroverde, en la provincia de Lugo, Galicia.

## Otras denominaciones
La parroquia también es conocida por el nombre de Santo Tomás de Souto de Torres.

## Organización territorial
La parroquia está formada por una entidad de población:
- Souto de Torres

## Demografía
Gráfica demográfica de la aldea de Souto de Torres y de la parroquia de San Tomé de Souto de Torres según el INE español:
| Gráfica de evolución demográfica de Souto de Torres entre 2000 y 2019 |
|                                                                       |
| Datos según el nomenclátor publicado por el INE.                      |